# Campeonato Europeu de Patinação Artística no Gelo de 1992
O Campeonato Europeu de Patinação Artística no Gelo de 1992 foi a octogésima quarta edição do Campeonato Europeu de Patinação Artística no Gelo, um evento anual de patinação artística no gelo organizado pela União Internacional de Patinação (em inglês:  International Skating Union) onde os patinadores artísticos competem pelo título de campeão europeu. A competição foi disputada entre os dias 21 de janeiro e 26 de janeiro, na cidade de Lausana, Suíça.

## Eventos
- Individual masculino
- Individual feminino
- Duplas
- Dança no gelo

## Medalhistas
| Evento                        | Ouro                                       | Prata                               | Bronze                                 |
| Individual masculino detalhes | Petr Barna · Tchecoslováquia               | Viktor Petrenko · CEI               | Alexei Urmanov · CEI                   |
| Individual feminino detalhes  | Surya Bonaly · França                      | Marina Kielmann · Alemanha          | Patricia Neske · Alemanha              |
| Duplas detalhes               | Natalia Mishkutenok · Artur Dmitriev · CEI | Elena Bechke · Denis Petrov · CEI   | Evgenia Shishkova · Vadim Naumov · CEI |
| Dança no gelo detalhes        | Marina Klimova · Sergei Ponomarenko · CEI  | Maya Usova · Alexander Zhulin · CEI | Oksana Grishuk · Evgeni Platov · CEI   |

## Resultados

### Individual masculino
| Pos.                                                  | Nome                   | Nacionalidade   |
| ----------------------------------------------------- | ---------------------- | --------------- |
| Medalha de ouro                                       | Petr Barna             | Tchecoslováquia |
| Medalha de prata                                      | Viktor Petrenko        | CEI             |
| Medalha de bronze                                     | Alexei Urmanov         | CEI             |
| 4                                                     | Viacheslav Zagorodniuk | CEI             |
| 5                                                     | Grzegorz Filipowski    | Polônia         |
| 6                                                     | Nicolas Pétorin        | França          |
| 7                                                     | Steven Cousins         | Reino Unido     |
| 8                                                     | Éric Millot            | França          |
| 9                                                     | Konstantin Kostin      | Letônia         |
| 10                                                    | Henrik Walentin        | Dinamarca       |
| 11                                                    | Ralph Burghart         | Áustria         |
| 12                                                    | Ronny Winkler          | Alemanha        |
| 13                                                    | Mirko Eichorn          | Alemanha        |
| 14                                                    | Oula Jääskeläinen      | Finlândia       |
| 15                                                    | Marius Cristian Negrea | Romênia         |
| 16                                                    | John Martin            | Reino Unido     |
| 17                                                    | Gilberto Viadana       | Itália          |
| 18                                                    | Jan Erik Digernes      | Noruega         |
| 19                                                    | Patrick Meier          | Suíça           |
| 20                                                    | Jaroslav Suchý         | Tchecoslováquia |
| 21                                                    | Emanuele Ancorini      | Suécia          |
| 22                                                    | Alcuin Schulten        | Países Baixos   |
| 23                                                    | Jordi Lafarga          | Espanha         |
| 24                                                    | Rastislav Vnucko       | Tchecoslováquia |
| Não avançaram para a patinação livre / programa longo |                        |                 |
| 25                                                    | Balázs Grenczer        | Hungria         |
| 26                                                    | Ivan Dinev             | Bulgária        |

### Individual feminino
| Pos.              | Nome               | Nacionalidade   |
| ----------------- | ------------------ | --------------- |
| Medalha de ouro   | Surya Bonaly       | França          |
| Medalha de prata  | Marina Kielmann    | Alemanha        |
| Medalha de bronze | Patricia Neske     | Alemanha        |
| 4                 | Simone Lang        | Alemanha        |
| 5                 | Lenka Kulovaná     | Tchecoslováquia |
| 6                 | Laetitia Hubert    | França          |
| 7                 | Marie-Pierre Leray | França          |
| 8                 | Yulia Vorobieva    | CEI             |
| 9                 | Joanne Conway      | Reino Unido     |
| 10                | Zuzanna Szwed      | Polônia         |
| 11                | Alice Sue Claeys   | Bélgica         |

### Duplas
| Pos.              | Nome                                 | Nacionalidade   | Pontos}} |
| ----------------- | ------------------------------------ | --------------- | -------- |
| Medalha de ouro   | Natalia Mishkutenok / Artur Dmitriev | CEI             | 2.0      |
| Medalha de prata  | Elena Bechke / Denis Petrov          | CEI             | 2.5      |
| Medalha de bronze | Evgenia Shishkova / Vadim Naumov     | CEI             | 5.0      |
| 4                 | Radka Kovaříková / René Novotný      | Tchecoslováquia | 5.5      |
| 5                 | Peggy Schwarz / Alexander König      | Alemanha        | 8.0      |
| 6                 | Mandy Wötzel / Ingo Steuer           | Alemanha        | 8.5      |
| 7                 | Anuschka Gläser / Stefan Pfengle     | Alemanha        | 10.5     |
| 8                 | Leslie Monod / Cédric Monod          | Suíça           | 12.5     |
| 9                 | Cheryl Peake / Andrew Naylor         | Reino Unido     | 13.0     |
| 10                | Beata Zielińska / Mariusz Siudek     | Polônia         | 15.0     |
| 11                | Anna Tabacchi / Massimino Salvade    | Itália          | 16.5     |
| 12                | Line Haddad / Sylvain Privé          | França          | 18.0     |
| 13                | Kathryn Pritchard / Jason Briggs     | Reino Unido     | 19.5     |

### Dança no gelo
| Pos.              | Nome                                    | Nacionalidade   |
| ----------------- | --------------------------------------- | --------------- |
| Medalha de ouro   | Marina Klimova / Sergei Ponomarenko     | CEI             |
| Medalha de prata  | Maya Usova / Alexander Zhulin           | CEI             |
| Medalha de bronze | Oksana Grishuk / Evgeni Platov          | CEI             |
| 4                 | Stefania Calegari / Pasquale Camerlengo | Itália          |
| 5                 | Klára Engi / Attila Tóth                | Hungria         |
| 6                 | Susanna Rahkamo / Petri Kokko           | Finlândia       |
| 7                 | Dominque Yvon / Frédéric Palluel        | França          |
| 8                 | Sophie Moniotte / Pascal Lavanchy       | França          |
| 9                 | Kateřina Mrázová / Martin Šimeček       | Tchecoslováquia |
| 10                | Jennifer Gooldbee / Hendryk Schamberger | Alemanha        |
| 11                | Anna Croci / Luca Mantovani             | Itália          |
| 12                | Marina Morel / Gwendal Peizerat         | França          |
| 13                | Regina Woodward / Csaba Szentpéteri     | Hungria         |
| 14                | Radmilla Chrobokova / Milan Brzy        | Tchecoslováquia |
| 15                | Margarita Drobiazko / Povilas Vanagas   | Lituânia        |
| 16                | Valérie Le Tensorer / Jörg Kienzle      | Suíça           |
| 17                | Melanie Bruce / Andrew Place            | Reino Unido     |
| 18                | Albena Denkova / Hristo Nikolov         | Bulgária        |
| 19                | Agnieszka Domańska / Marcin Głowacki    | Polônia         |
| 20                | Larissa Maritczak / Ihor Maritczak      | Áustria         |
| 21                | Katri Uski / Juha Sasi                  | Finlândia       |

## Quadro de medalhas
| Ordem | País            | Medalha de ouro | Medalha de prata | Medalha de bronze |    | Ordem por total |
| ----- | --------------- | --------------- | ---------------- | ----------------- | -- | --------------- |
| 1     | CEI             | 2               | 3                | 3                 | 8  | 1               |
| 2     | França          | 1               |                  |                   | 1  | 3               |
| 2     | Tchecoslováquia | 1               |                  |                   | 1  | 3               |
| 4     | Alemanha        |                 | 1                | 1                 | 2  | 2               |
| TOTAL | TOTAL           | 4               | 4                | 4                 | 12 | —               |